# Леонов, Виктор Васильевич
Ви́ктор Васи́льевич Лео́нов (род. 6 августа 1952 года, с. Новоильинка, Хабарский район, Алтайский край) — российский государственный деятель, член Совета Федерации РФ в 2006—2010.

## Биография
Окончил Новосибирский институт народного хозяйства (1979) и Новосибирскую высшую партийную школу (1989).
- С 1969 года работал электромонтёром на Новосибирском оловокомбинате.
- С 1976 по 1983 год — на комсомольской, партийной работе.
- С ноября 1983 года — заместитель председателя, затем с июня 1984 по 1989 год председатель Кировского районного Совета народных депутатов г.Новосибирска.
- С 1989 по 1990 год — инспектор Новосибирского обкома КПСС.
- С 1990 по 1991 год — помощник председателя областного Совета депутатов.
- В 1991—1993 годах — руководитель аппарата, заместитель главы администрации Новосибирской области.
- С 1993 по 1995 год — директор по развитию в Новосибирском коммерческом банке «Левобережный».
- В 1995 году стал заместителем начальника Западно-Сибирской окружной инспекции контрольного управления администрации Президента РФ.
- С 1996 года — заместитель главы администрации Новосибирской области.
- В декабре 1997 года избран в Новосибирский областной Совет депутатов.
- С января 1998 по 2005 год занимал должность председателя Новосибирского областного Совета депутатов.
- С 1998 по 2002 год был членом Совета Федерации РФ, председателем Комитета по конституционному законодательству и судебно-правовым вопросам.

- 25 декабря 2005 года В. В. Леонов избран членом Совета Федерации Федерального Собрания Российской Федерации — представителем Новосибирского областного Совета депутатов в Совете Федерации. Утверждён в этой должности 25 января 2006 года. Являлся членом Комитета СФ по делам Федерации и региональной политике и заместителем председателя этого комитета.

С 27 октября 2017 года — председатель Новосибирского областного совета ветеранов.

## Семья
В. В. Леонов женат и имеет двоих детей: сына и дочь. Жена — инженер по обогащению цветных металлов, работает в антимонопольном управлении.

## Награды и звания
- Орден Дружбы (2002)